# Elena Moșuc
Elena Moșuc (n.  ?, Iași, România) este o soprană română. La finalul lunii martie 2019, Elena Moșuc a reușit extraordinara perfomanță de a câștiga „Oscar della Lirica”, cea mai prestigioasă distincție internațională a muzicii de operă, echivalentul muzical al Premiilor Oscar pentru cinematografie. Astfel, Elena Moșuc a devenit cea mai valoroasă soprană a lumii, după ce a concurat cu vedetele Anna Netrebko și Anna Pirozzi.

## Biografie
Elena Moșuc s-a născut la Iași, a făcut studii muzicale în orașul natal, mai întâi la Școala Populară de Artă, apoi la Conservatorul “George Enescu". Înainte de terminarea studiilor universitare, i s-a dat ocazia binemeritată de a apărea pe scena Operei ieșene în roluri complexe și solicitante precum Regina Nopții, Lucia, Gilda și Violetta. În 1990 (anul în care a fost admisă la Conservator), ea a câștigat Premiul I la exigentul concurs muzical internațional ARD organizat la München, iar în anul următor a triumfat și în competiția de la Monte Carlo. 
La începutul carierei, Elena Moșuc a fost foarte atașată Operei din Zürich, unde și-a dat întreaga măsură a talentului și a dăruirii către scenă în roluri diverse, de la Regina Nopții, Konstanze, Donna Anna, Lucia di Lammermoor, Linda di Chamounix, Gilda, Elvira, Violetta Valéry, Luisa Miller, Sophie, Zerbinetta, până la Aminta/Timidia, Musetta, Antonida, Micaëla, Olympia, Antonia ori Giulietta, sub conducerea muzicală a unor personalități de primă mărime precum Nikolaus Harnoncourt, Franz Welser-Moest, Christoph von Dohnányi, Placido Domingo, Vladimir Fedoseyev, Ralf Weikert, Adam Fischer, Marc Minkowski, Marco Armiliato, Paolo Carignani, Michel Plasson, Patrick Fournillier, Nello Santi, Marcello Viotti.
Elena Moșuc a fost invitată să cânte pe unele dintre cele mai faimoase scene de operă europene (München, Dresda, Hamburg, Berlin, Viena, Luxemburg, Paris, Amsterdam), dar și din Japonia și China. Totodată, a apărut constant în concerte lirice, sub bagheta unor dirijori ca Sir Colin Davis, David Zinman, Michael Gielen, Fabio Luisi, Bruno Campanella, Bertrand de Billy, Daniel Oren, Stefan Soltesz, Leopold Hager. De asemenea, a continuat să dea concerte și să apară în spectacole de operă organizate în România.
În ultimii ani, Elena Moșuc s-a dovedit a fi o soprană de excepție, una dintre cele mai versatile și mai expresive din lume. Prestații de senzație în rolul Reginei Nopții la Amsterdam, Berlin, Londra, Paris, Roma, Tokio și Shanghai au fost urmate de succese răsunătoare la Opera Bavareză de Stat din München cu rolurile titulare din Lucia di Lammermoor, La Traviata, Răpirea din Serai. La Teatrul Aalto din Essen, ea și-a cucerit publicul cu interpretarea absolut memorabilă a eroinelor cu aură tragică din Luisa Miller și I Puritani. Debutul în rolurile Gilda și Violetta în spațiul magic al celebrei Arene din Verona a fost salutat cu mare entuziasm și de spectatori, și de critica de specialitate, obținând premiul pentru cel mai triumfător debut în 2001 pe imensa scenă italiană. Alte angajamente remarcabile care s-au soldat cu succese de proporții i-au fost oferite de Deutsche Opera din Berlin (unde a interpretat toate cele patru roluri feminine principale din Povestirile lui Hoffmann - Olympia, Antonia, Giulietta și Stella - , Regina Nopții, Violetta) Opera de Stat din Berlin (Zerbinetta, Regina Nopții), Il Teatro Filarmonico din Verona (Donna Anna din Don Giovanni și Violetta din La Traviata), miticul Teatro La Fenice (Violetta).

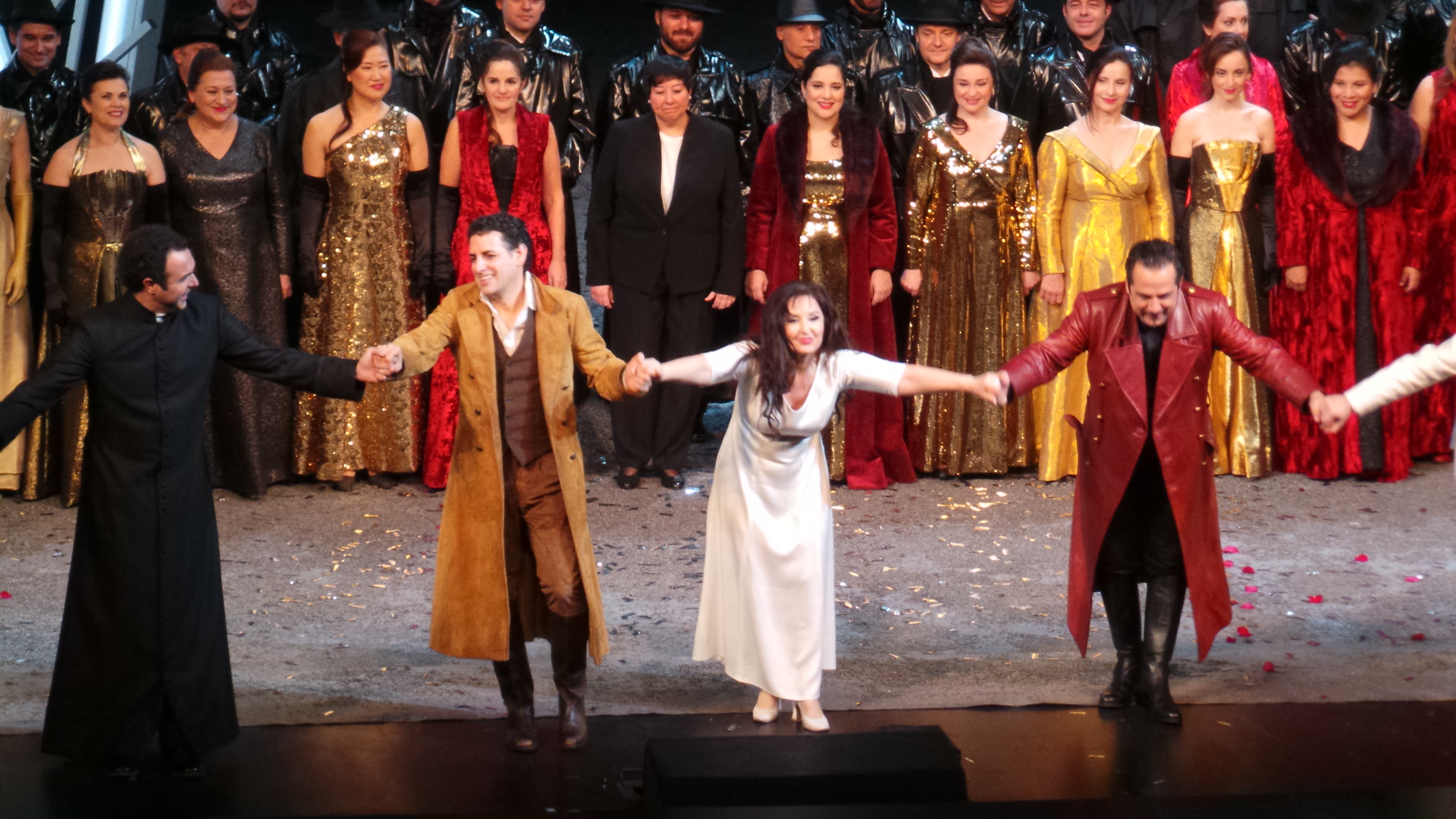
Juan Diego Flórez, Elena Mosuc, Lucia di Lammermoor, Gran Teatre del Liceo, Barcelona 2015

Printre triumfurile recente ale Elenei Moșuc se numără câteva debuturi considerate excepționale: Marguerite (Faust), Amina (La Sonnambula), Liù (Turandot) și Maria Stuarda – la Zürich și la Opera de Stat din Berlin. De asemenea, a înregistrat succese senzaționale cu evoluții fascinante în La Traviata (sub conducerea regizorală a legendarului Franco Zeffirelli, New Israeli Opera), Lucia di Lammermoor la Thessaloniki (regia: Renata Scotto) si Théâtre Capitole din Toulouse, în rolurile Elvira (Opera de Stat din Viena), Micaela (Arena din Verona), Gilda (Teatro Regio di Parma, Opera de Stat din Viena, Opera Bavareză de Stat München, Teatro Verdi Trieste), Zerbinetta și Regina Nopții (în noi montări la Opera din Zürich). În mod cu totul special se cuvine să fie evidențiat debutul său strălucitor, încununat de un succes de mari proporții în rolul Violetta Valéry, la pretențiosul și faimosul Teatro alla Scala din Milano.
În agenda Elenei Moșuc sunt programate noi spectacole la Opera de Stat din Hamburg (cele patru roluri feminine din Les Contes d’Hoffmann), Genova (Anna Bolena), Tokio (Don Giovanni și La Traviata), Bologna (I Puritani). În stagiunea 2007-2008, a fost invitată să interpreteze rolurile Liù, Lucia, Gilda, Mimì (Zürich) și Violetta Valéry (la Zürich și la Opera de Stat din Viena).
În discografia Elenei Moșuc se regăsesc albumele solo Au jardin de mon Coeur, Mozart Portrait și Notre Amour (cu partituri mai puțin cunoscute, inspirate din folclorul muzical românesc), dar și CD-uri precum Stabat Mater de Gualberto Brunetti (prima înregistrare mondială), With Compliments (arii din Händel, cu Orchestra de Cameră din Zürich). Cele mai noi discuri sunt înregistrările integrale Schön ist die Welt (de Léhar) și Flautul fermecat. Elena Moșuc este prezentă și într-o serie de DVD-uri, printre care La Bohème (Musetta), Rigoletto (Gilda – alături de Leo Nucci). În pregătire se află înregistrări cu Ariadne auf Naxos (Zerbinetta) și Flautul fermecat (Regina Nopții). Printre numeroasele apariții la televiziune ale Elenei Moșuc, se distinge participarea ei la luxurianta gală centenară FIFA din 2004 desfășurată sub bagheta lui Valery Gergiev, care a fost difuzată live în peste 120 de țări din întreaga lume, precum și la cea din 2006 sub bagheta lui Vladimir Fedoseyev. În sfîrșit, dar deloc în cele din urmă, trebuie amintită prima ei prestație într-un film de televiziune – The Genius of Mozart, realizat de BBC. 

## Premii și distincții

### Premii
- Premiul I la Concursul Internațional ARD organizat la München, 1990
- Premiul I la Concursul Internațional de la Monte Carlo, 1991
- Premiul Oscar della Lirica - Milano, 2019

### Distincții
- “Europäische Förderpreis für Musik” (noiembrie 1993)
- Premiul “Bellini d'Oro” (Catania, sfârșitul anului 1995)
- “Premio Zenatello di Verona” (2002)
- “Premio Verdi di Modena” și “Premio Verdi di Verona” (2004)
- “Ofițer al Artelor”, România, 2005

## Repertoriu

### Operă
- Bizet: Carmen - Micaela
- Bellini: 
  - Puritanii (I Puritani) - Elvira;
  - Somnambula (La Sonnambula) - Amina
- Léo Delibes: Lakmé - Lakmé
- Donizetti: Lucia di Lammermoor - Lucia; Linda di Chamounix - Linda; Maria Stuarda - Maria Stuarda; Anna Bolena - Anna Bolena
- Glinka: Ivan Susanin - Antonida
- Gounod: Romeo și Julieta - Julieta; Faust - Marguerite
- Humperdinck: Hänsel und Gretel - Gretel
- Léhar: Die Lustige Witwe - Hanna Glawari
- Mozart: Die Entführung aus dem Serail - Konstanze; Die Zauberflöte - Die Königin der Nacht; Don Giovanni - Donna Anna
- Offenbach: Les Contes D'Hoffmann - Olympia, Antonia, Giulietta, Stella
- Puccini: La Bohéme - Mimì, Musetta; Turandot - Liù
- Strauss: Ariadne auf Naxos - Zerbinetta; Die Schweigsame Frau - Aminta
- Verdi: Rigoletto - Gilda; La Traviata - Violetta; Luisa Miller - Luisa Miller

### Muzică simfonică
- Beethoven: Messe C-Dur; Christus am Ölberge
- Brahms: Ein Deutsches Requiem
- Bruckner: Grosse Messe und Te Deum; Messe f-moll
- Brunetti: Stabat Mater
- Charpentier: Te Deum
- Dvorak: Requiem
- Glière: Konzert für Koloratursopran und Orchester
- Haydn: Die Schöpfung
- Nelson: Messe
- Mahler: Simfonia nr.2 și nr.8
- Mendelssohn: Paulus
- Motalla: Canzonetta for soprano and orchestra; Poesia per una sognatrice
- Mozart: Grabmusik; Grosse Messe c-moll; Missa Solemnis C-Dur; Krönungsmesse; Regina coeli in B-Dur; Requiem
- Orff: Carmina Burana
- Penderecki: Dies Irae
- Rossini: Stabat Mater
- Szymanowski: Stabat Mater
- Verdi: Requiem
- V. Eybler: Die Hirten von der Krippe zu Bethlehem

### Lieduri
- Brahms
- Chausson
- Debussy
- Enescu
- Fauré
- Poulenc
- R. Strauss

## Înregistrări

### CD-uri
- Schön ist die Welt

Operetă în trei acte, Elena Moșuc (Soprană), Elisabeth, Mercedes;
Zoran Todorovich (Tenor), Georg, Sascha,
Münchner Rundfunkorchester, Dirijor: Ulf Schirmer
cpo Records, 4. 2006, 77'22
- Notre Amour

Elena Moșuc (soprană), Sabine Vatin (pian)
Arte Nova (BMG Entertainment), 4. 2002, 72'53
- With Compliments

Elena Moșuc (soprană), Howard Griffiths (dirijor), Zürcher Kammerorchester și alții, Claves, 4. 2001, 53'30 
- Mozart Portrait

Elena Moșuc (soprană), Camil Marinescu (dirijor),
Iași "Moldova" Philharmonic Orchestra Romania
Arte Nova (BMG Entertainment), 12. 2000, 78:37
- Au Jardin de mon Coeur

Elena Moșuc (soprană), Jan C. Schultz (dirijor), Hungarian State Symphony Orchestra
Arte Nova (BMG Entertainment), 2. 2000, 72:58
- Stabat Mater

Elena Moșuc (soprană), Luiz Alves da Silva (contratenor), Ensemble Turicum
PAN Classics, 7. 1994, 48:13

### DVD-uri
- Puccini - La Bohème

Zürich Opernhaus, Live DVD 2005
Dirijor: Franz Welser-Möst; Corul și orchestra Oper Zürich; Zusatzchor Opernhaus Zürich, Cristina Gallardo-Domas (Mimì), Elena Moșuc (Musetta); Marcello Giordani (Rodolfo); Michael Volle (Marcello).
- Mozart - Die Zauberflöte

Franz Welser-Möst, Corul și orchestra Oper Zürich, Matti Salminen (Sarastro), Anton Scharinger (Papageno), Elena Moșuc (Königin der Nacht) ș.a.
2 DVDs, 9. 2002, 151'.